# Arsène Isabelle
Pour les articles homonymes, voir Isabelle.
Arsène Isabelle est un diplomate, géographe, commerçant, journaliste et naturaliste français né le 30 mars 1806 à Dieppe (Seine-Inférieure) et mort le 13 janvier 1888 au Havre (Seine-Inférieure).

## Biographie
Louis-Frédéric-Arsène Isabelle naît le 30 mars 1806 à Dieppe. Issu d'une famille de marins et négociants havrais, il perd sa mère jeune enfant et il est élevé par son père, Louis-Joseph-Théodore Isabelle, receveur des douanes, et surtout par son grand-père, Étienne-Grégoire Isabelle (1747-1829), ancien lieutenant des maréchaux de France, conseiller municipal et juge au Tribunal de première instance du Havre. Ce dernier a été élevé avec son cousin Isabelle de Mexico (1746-1805) né au Mexique de mère espagnole et créateur de la compagnie d'armateur havraise Isabelle et Costé. 
À la suite du décès de son père, puis de son grand-père, Arsène Isabelle décide de partir à son tour explorer l'Amérique du Sud.
Il part avec des instruments scientifiques dans le but d'effectuer des collections de faune et de flore et embarque le 31 décembre 1829 à ses propres frais avec une pacotille qu'il espère revendre à Buenos Aires.
Il arrive à Montevideo le 27 février 1830 puis à Buenos Aires le 5 mars. Vendant très difficilement sa pacotille, il finit par s'installer dans le port comme fabricant de savon et de chandelles.
En 1833, il peut enfin reprendre ses recherches et s’adjoint des associés, Édouard Nouvel et un préparateur-naturaliste, Eugène Gamblin. Il part ainsi le 25 septembre pour l'île de Martín Garcia et pour Punta Gorda à l'embouchure de l'Uruguay. Il remonte le fleuve jusqu'à Paysandú.
Le 25 octobre, il atteint Salto puis, après les rapides, pénètre au Brésil (22 novembre). Il traverse ensuite, à partir du 4 février 1834, la province du Rio Grande do Sul, gagne Santa Maria da Serra, parcourt la serra do Botucarai puis, à Rio Pardo, embarque sur le rio Jacui.
Le 20 mars, les hommes atteignent Porto Alegre. Isabelle visite Viamón, ancienne capitale et la colonie de São Leopoldo.
En 1835, il reprend le bateau à Rio Grande pour regagner sa ville natale du Havre (1835). Le 13 juillet 1836, il épouse à Tours sa belle-sœur, Eliza Prier de Saône, veuve de son propre frère Félix-Théodore, et élever ses trois neveux ainsi devenus ses beaux-fils. Il édite alors un ouvrage relatant son aventure, Voyage à Buenos Ayres et Porto Alegre, qui demeure une référence éditée en espagnol en Argentine.
En 1837, il est de retour à Montevideo comme chancelier du consulat général de France. Rédacteur d'un journal français à Montevideo, il continue ses travaux botaniques, participe à la première expédition scientifique organisée par le Museo Nacional de Historia Natural y Antropologia d’Uruguay aux côtés de Bernardo Prudencio Berro Larrañaga (1803-1868) et de Teodoro Miguel Vilardebó (1803-1857).
Son épouse met au monde neuf enfants, dont seuls trois survivent à leur petite enfance. La ville est ruinée par la guerre civile qui oppose les Colorados et les Blancos et la famille Isabelle regagne le Havre en 1845 et 1846. Dès 1847, ils sont de retour à Montevideo. En 1855, son épouse s'installe définitivement au Havre avec leurs enfants pour leur donner une éducation européenne. Arsène reste seul à Montevideo où il devient comptable à la douane et où son fils unique Léon le rejoint. Mais entre 1865 et 1872, ses trois beaux-fils puis son fils Léon sont tout-à-tour ravis à la vie. Des treize enfants de son épouse, ne survivent que deux filles. Il regagne en 1874 le Havre où il occupe le poste de consul de l'Uruguay. L'année suivante, son épouse est à son tour emportée, puis sa fille puînée. Malade et âgé de 81 ans, Arsène Isabelle se suicide par pendaison le 13 janvier 1888.
Les récits laissés par Arsène Isabelle montrent un homme épris de liberté, défendant l'égalité des races et des sexes et intéressé tant par la botanique que par l'étude des mœurs humaines. Révolté par le sort des esclaves noirs, il conclut : "L'aristocratie de la peau tombera comme les autres aristocraties, patience".
Alcide d'Orbigny, en hommage, lui dédiera plusieurs espèces végétales. Sa collection de plantes réalisées entre 1833 et 1839 est conservée par le muséum de l’Uruguay.

## Publications
- Excursions dans la province de Rio Grande do Sul au Brésil (1835), Nouvelles Annales des voyages, 1835, p. 257-279
- Voyage à Buenos Aires et à Porto Alegre, par la bande orientale, les missions d'Uruguay et la province de Rio Grande do Sul de 1830 à 1834, suivi de considérations sur l'état du commerce français, 1835
- Émigration et colonisation dans la province brésilienne de Rio Grande do Sul, 1850